# 上坪攔河堰
上坪攔河堰，又稱為燥樹排攔河堰，簡稱上坪堰，是臺灣的一座攔河堰，位於頭前溪支流上坪溪下游，行政區位處新竹縣竹東鎮燥樹排與橫山鄉田寮村水頭排交界附近，主要功能是提供寶山水庫、寶山第二水庫、台灣電力公司桂山發電廠軟橋機組與竹東圳所需水源供公共給水、灌溉與水力發電之用，目前由新竹農田水利會、台灣自來水公司及經濟部水利署北區水資源局共同組成「上坪攔河堰管理小組」，負責上坪堰操作、維護、搶修及更新管理。

## 沿革
1981年寶山水庫興建時，台灣省政府水利局在新竹縣竹東鎮燥樹排興建「燥樹排攔河堰」，提供竹東圳灌溉用水來源，以及軟橋水力發電廠發電用水，並提供寶山水庫水源。1996年賀伯颱風時，燥樹排攔河堰受損，經台灣自來水公司修復。2004年8月艾利颱風來襲帶來豪雨與洪水，又造成燥樹排攔河堰毀損，壩基砂礫石基礎流失而懸空，溢流堰除靠近左、右岸之分塊外，縱向收縮縫後段大致均流失，下游混凝土固床工及右岸砌卵石護坡亦遭洪水沖毀，風災後築設緊急導水堤以順利輸水。經濟部水利署北區水資源局於2006年辦理上坪堰復建工程，位於左堰座上游之進水口則配合寶山第二水庫之興建而辦理改建，改建後之設計取水量為20 cms，復建工程於2007年完工使用。

## 諸元
上坪堰壩長70.5公尺，壩堰高10.5公尺，屬於混凝土重力壩。攔河堰上游左岸設有沉砂池及進水口，連接取水隧道，供應現有竹東圳、寶山水庫及寶二水庫用水。而竹東圳並兼具提供民生用水與新竹科學園區工業用水之水源外，在竹東軟橋里附近利用圳路落差在軟橋地方設置一座小型水力發電廠，是為軟橋發電廠，由台電公司桂山發電廠遙控管理，是一座迷你型發電廠，可供竹東地區用電。此外為了維護生態，上坪堰設有魚道。

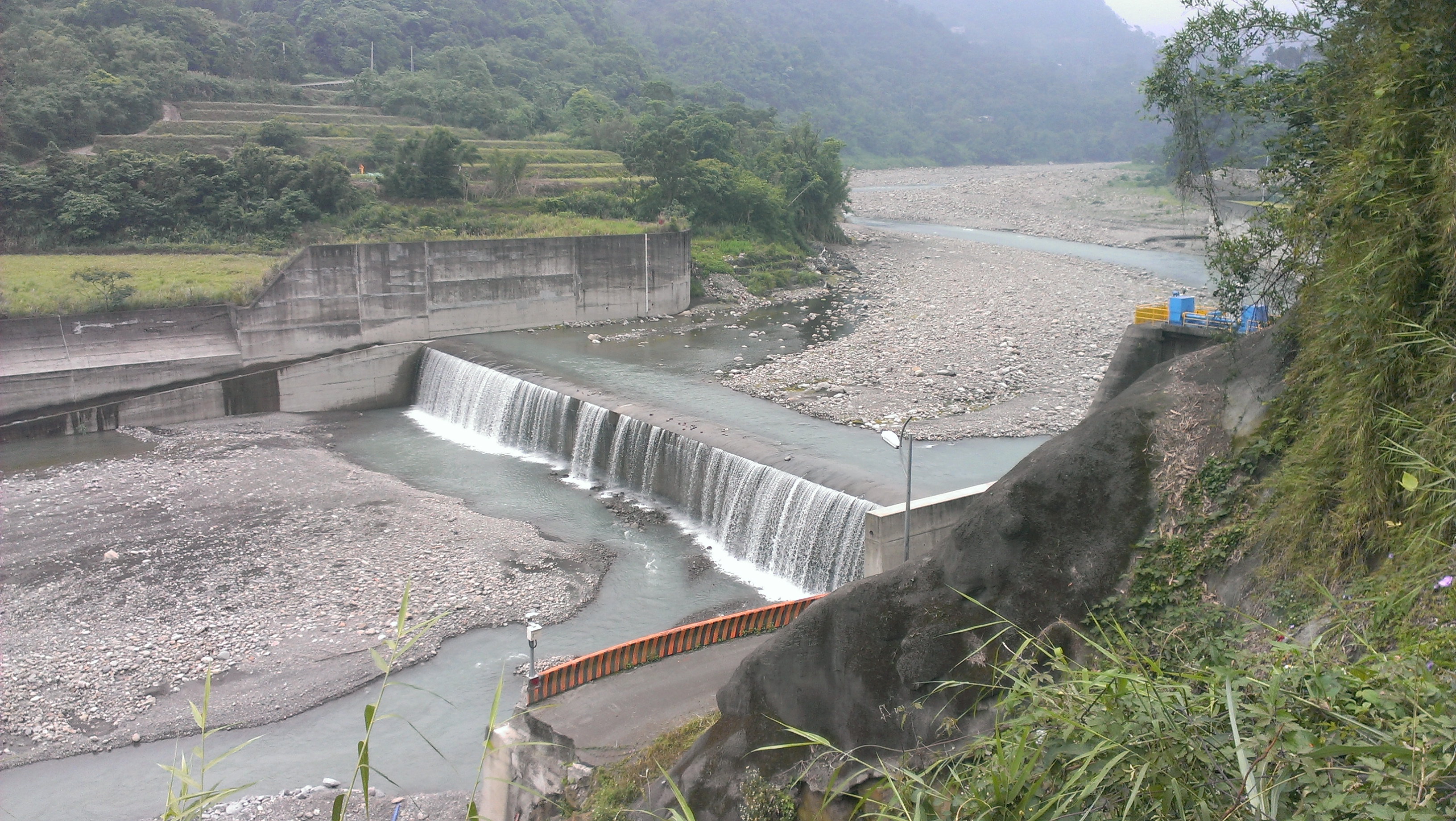
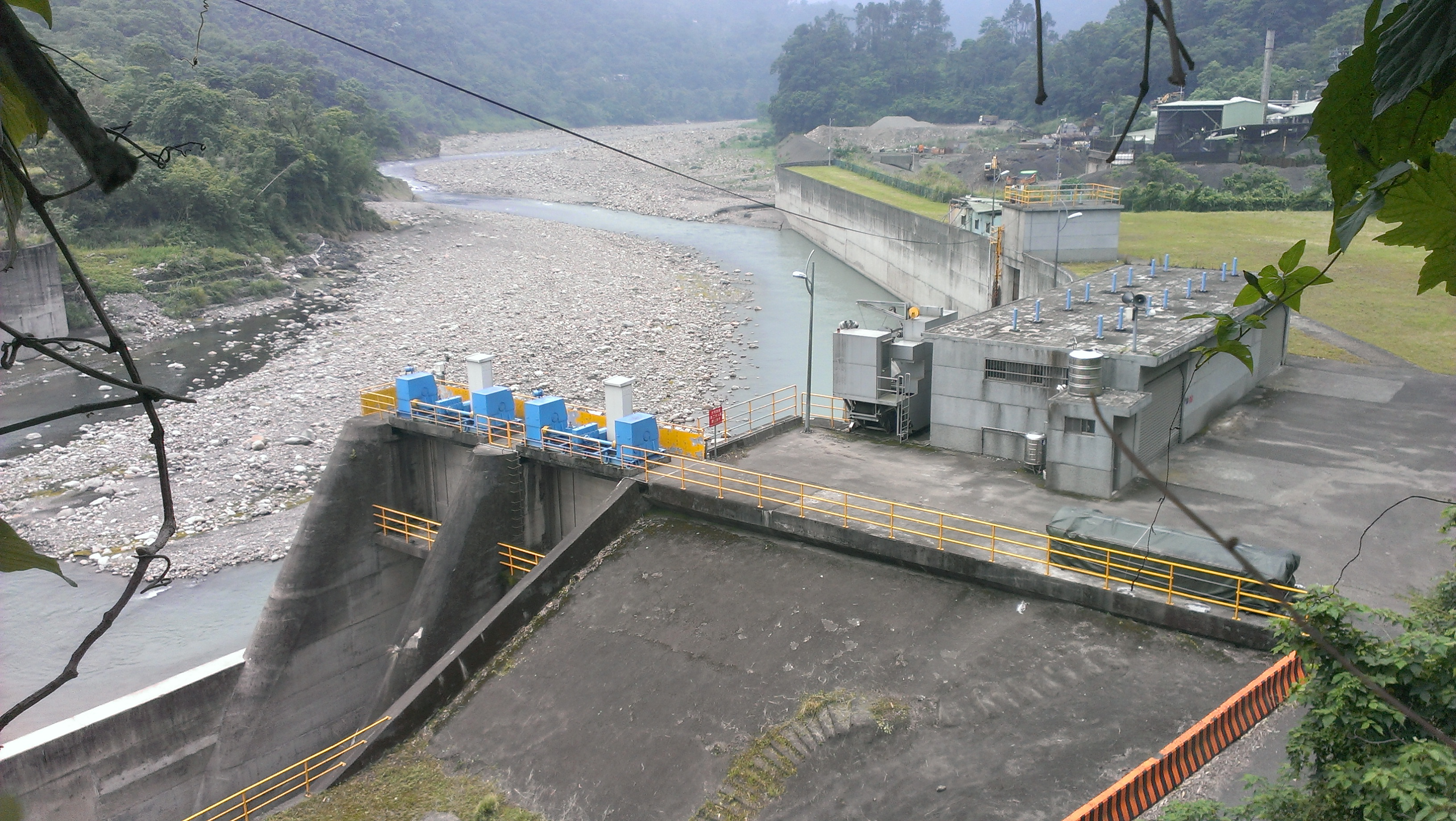